# DDR-Schiffs-Revision und -Klassifikation
Die DDR-Schiffs-Revision und -Klassifikation (DSRK) war die Schiffsklassifikationsgesellschaft der DDR. Als staatliches Organ war sie dem Ministerium für Verkehrswesen unterstellt. Sitz der Behörde war Zeuthen bei Berlin.

## Geschichte
Nach dem Zweiten Weltkrieg hatte der Germanische Lloyd die Klassifikation von Schiffsneubauten im besetzten Deutschland wieder aufgenommen. In der SBZ übernahmen die Mitarbeiter der ehemaligen Berliner Hauptverwaltung diese Aufgabe. Die DDR gründete im April 1950 die Deutsche Schiffsrevision und -klassifikation als eigene Klassifikationsgesellschaft in Form einer Anstalt des öffentlichen Rechts mit Sitz in Potsdam. Die DSRK übernahm, zunächst auf die Vorschriften des Germanischen Lloyds gestützt, sofort dessen gesamten Aufgaben- und Zuständigkeitsbereich und klassifizierte die überwiegend als Reparationen für die Sowjetunion hergestellten Schiffsneubauten. Der Germanische Lloyd, dessen Einnahmen in Ostdeutschland erheblich zurückgingen, löste 1952 sein Berliner Büro auf. 1960 wurde die Deutsche Schiffs-Revision und -Klassifikation unmittelbar der staatlichen Verwaltung unterstellt und in ein staatliches Organ umgewandelt.
Die DSRK wurde 1968 Mitglied der International Association of Classification Societies (IACS). 1973 erfolgte die Umbenennung in DDR-Schiffs-Revision und -Klassifikation. 1974 wurde die Kooperation mit dem seit 1960 wieder in der DDR tätigen Germanischen Lloyd in einem Gegenseitigkeitsvertrag festgeschrieben. Kurz vor der Deutschen Wiedervereinigung wurde die DSRK im September 1990 aus dem DDR-Verkehrsministerium herausgelöst und dem Germanischen Lloyd eingegliedert und die Inspektionen beider Gesellschaften zusammengefasst.

## Aufgaben
Die DSRK führte die Klassifikation sämtlicher klassifikationspflichtiger Wasserfahrzeuge, Bauteile, Ausrüstungen und Einrichtungen sowie die Bauaufsicht und Erprobung der in der DDR gebauten oder reparierten Wasserfahrzeuge durch. Sie war für deren Überwachung und Revision zuständig und prüfte abnahmepflichtige Werkstoffe, Geräte, Maschinen und Bauteile auf Güte, Bauausführung und Funktion. Sie legte das Freibord fest, führte die Eichung von Binnenschiffen durch und erteilte die entsprechenden Zeugnisse. Weiterhin prüfte sie die Konstruktions- und Klassifikationsunterlagen und kontrollierte die Einhaltung internationaler Klassifikationsbestimmungen. Zu ihren Hauptaufgaben gehörte die Entwicklung und Herausgabe von Konstruktions-, Bau-, Prüf-, Klassifikations- und Revisionsvorschriften. Die DSRK führte das Klasseregister für die Schifffahrt der DDR.